# Гипохондроплазия
Гипохондроплазия — наследственное заболевание, характеризующееся нарушением формирования хрящей и некоторых типов костей и приводящее к карликовости. Относится к группе хондродисплазий.

## Причины
Значительное сходство симптомов гипохондроплазии с ахондроплазией обусловлено тем, что оба эти заболевания возникают в результате мутации одного и того же гена - FGFR3, расположенного на 4 хромосоме, отвечающей за кодировку последовательности фактора роста фибробластов-3, который представляет собой трансмембранный рецептор тирозинкиназы. В норме он незначительно ингибирует рост фибробластов и хондроцитов в ростовых пластинках эндохондральных костей, что позволяет ему контроливать правильное развитие костной ткани. При мутациях гена FGFR3 фактор роста фибробластов-3 является неполноценным, что не позволяет ему правильно выполнять его функции и иногда приводит к развитию танатоформной дисплазии, ахондроплазии или гипохондроплазии.
Выявлено более двадцати мутаций гена FGFR3, в результате которых происходит развитие карликовости по типу гипохондроплазии. Самым распространенным типом дефекта является дефект, возникающий в результате замены азотистого основания в положении 1620 тринадцатого экзона гена. В результате в полученном от такого гена белке в положении 540 происходит замена аспараганина на лизин, что полностью изменяет тирозинкиназную чувствительность рецептора. Помимо этого, описано достаточно много других замен азотистых оснований в гене и, как следствие, аминокислот в полученном протеине, которые вызывают развитие гипохондроплазии. Однако некоторые сведения указывают на то, что у больных с клинической картиной этого заболевания при генетическом исследовании не было выявлено дефектов FGFR3. Это указывает на то, что в развитии гипохондроплазии могут участвовать и другие гены. Все мутации вышеуказанного гена наследуются по аутосомно-доминантному механизму, однако в подавляющем большинстве случаев они являются спонтанными и не выявляются у родителей или родственников больного. Подмечено, что у многих лиц с гипохондроплазией возраст отцов превышает средний, что может указывать на герминативный генез мутаций гена FGFR3.

## Симптомы
В большинстве случаев в первые годы жизни ребенка заболевание никак не проявляет себя. При рождении у таких детей не обнаруживается никаких отклонений от нормы, так как набор массы тела и психофизическое развитие происходят нормально. Первые признаки отставания в росте появляются у ребенка в возрасте 3 или 4 лет. В этом возрасте у малыша становится заметной незначительная диспропорциональность тела. Нарушение интеллектуального развития при гипохондроплазии практически никогда не наблюдаются. Во многих случаях окружающие даже не сразу выявляют какие-либо необычные пропорции у больных, вследствие чего они просто выглядят невысокими коренастыми людьми. Форма черепа и черты лица при гипохондроплазии зачастую без особенностей, иногда может определяться небольшая брахицефалия.
У больных в редких случаях могут возникать незначительные сгибательные контрактуры локтевых суставов и очень редко – тазобедренных. У больных не выявляется вальгусного искривления бедренных костей при гипохондроплазии, но при этом возможны аналогичные деформации голени. Примерно в половине случаев у пациентов возникает лордоз поясничного отдела позвоночника. В связи с тем, что все эти явления похожи на симптомы ахондроплазии, только менее выражены, долгое время считалось, что это одна и та же патология, и только отдельные исследователи относили ее к самостоятельной нозологической единице, что было подтверждено генетическими исследованиями.

## Диагностика
Диагностика гипохондроплазии осуществляется на основании комплекса медицинских мероприятий. Для постановки диагноза больному может потребоваться проведение рентгенологических исследований и молекулярно-генетического анализа.

## Лечение
На данный момент не разработано специфическое лечения гипохондроплазии, вследствие этого низкий рост остается у человека на всю жизнь. В терапевтических целях такие больные могут получать витаминно-минеральные комплексы. В редких случаях взрослым больным может потребоваться хирургическое вмешательство из-за сдавления поясничного отдела спинного мозга или его корешков, которые возникают по причине лордоза и нарушения строения позвонков.

## Профилактика
Профилактика гипохондроплазии сводится к пренатальной генетической диагностике, особенно это необходимо делать семейным парам с неблагоприятным семейным анамнезом.